# ديفيد فينتر
ديفيد فينتر (بالألمانية: David Winter)‏ هو ممثل ألماني، ولد في 23 فبراير 1979 بمونس في بلجيكا.

## وصلات خارجية
- ديفيد فينتر على موقع IMDb (الإنجليزية)
- ديفيد فينتر على موقع ألو سيني (الفرنسية)
- ديفيد فينتر على موقع ميوزك برينز (الإنجليزية)
- ديفيد فينتر على موقع أول موفي (الإنجليزية)
- ديفيد فينتر على موقع قاعدة بيانات الأفلام السويدية (السويدية)
- ديفيد فينتر على موقع قاعدة بيانات الفيلم (الإنجليزية)
- ديفيد فينتر على موقع كينوبويسك (الروسية)